# 廖周行
廖周行（1921年—1986年4月29日），广东大埔人，中华人民共和国政治人物。

## 生平
早年在马来亚、新加坡工作。1949年后，历任惠阳县任侨联主席，1950年调至广东省政协任秘书。1951年12月在南海县参加土地改革运动。1952年9月加入中国致公党后，历任致公党中央侨研会主任秘书，华南总支部组织处长，广东省委员会组织处长，华南总支第二届常委，广东省总支常委，广东省委员会常委，广东省第一、二、三届委员会副主委，第四届委员会主席兼秘书长，第六届中央委员，第七届中央常委，第五六届全国政协委员。1986年4月29日，在广州逝世。